# Novotel Warszawa Centrum
Novotel Warszawa Centrum – hotel znajdujący się przy ul. Marszałkowskiej 94/98 w Warszawie. Został wzniesiony w latach 1972–1974 dla Polskiego Biura Podróży „Orbis” i działał do 2002 pod nazwą hotel „Forum” w ramach międzynarodowej sieci hotelowej Forum, należącej do InterContinental Hotels Group.

## Historia

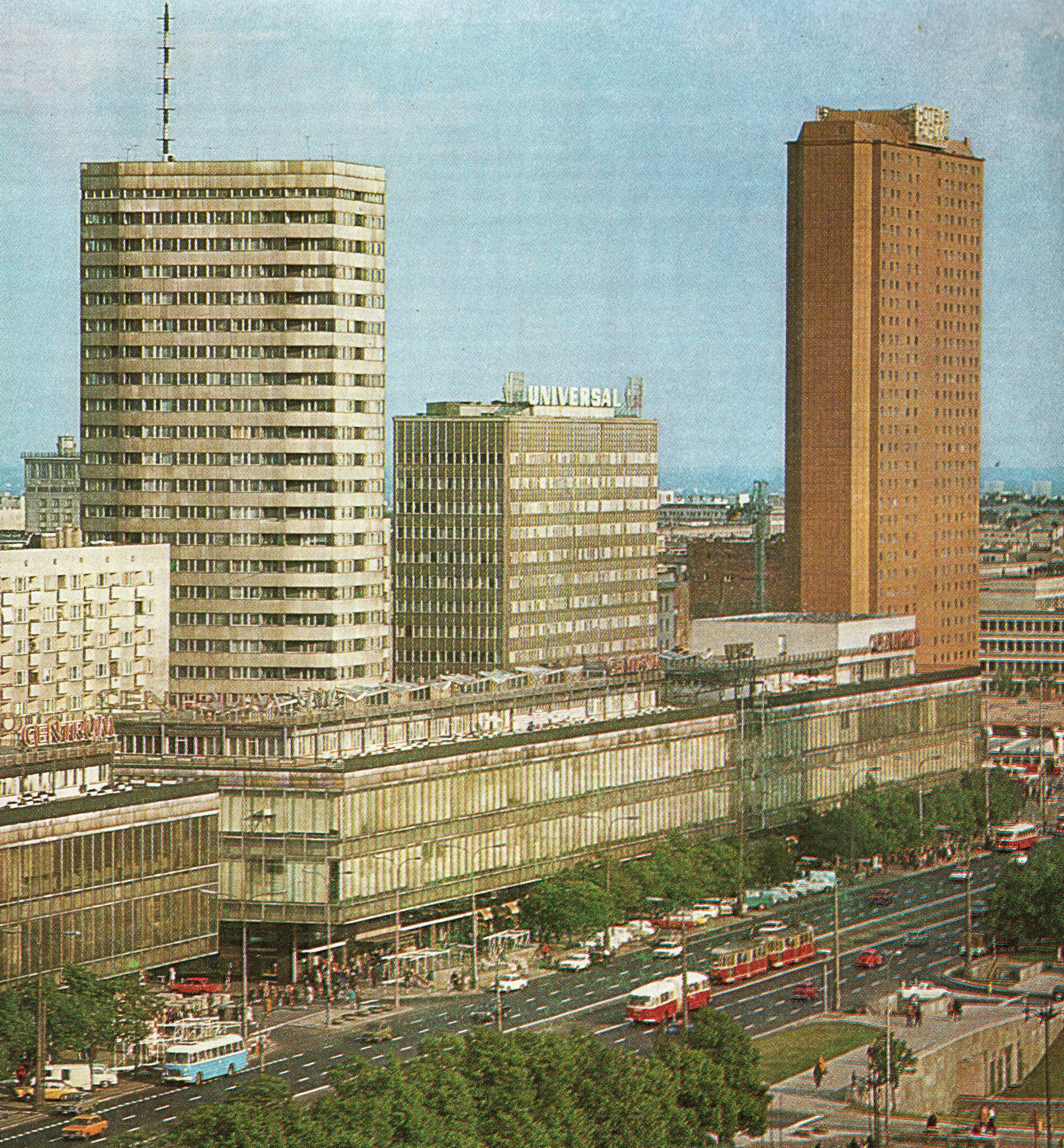
Ściana Wschodnia i hotel „Forum” (1975)

Hotel Forum był w powojennej Warszawie jednym z najwcześniej wzniesionych wysokościowców (drugim budynkiem po Pałacu Kultury i Nauki, który przekroczył wysokość 100 m) i obok zbudowanego niewiele później hotelu „Victoria” jednym z pierwszych warszawskich hoteli o wysokim standardzie.
Wybudowany w ścisłym centrum stolicy kraju, powstał w miejscu pawilonu handlowego „Śródmieście” autorstwa architektów Tadeusza Tomickiego i Ryszarda Trzaski. Tamten przeszklony budynek z lat 50. z kolei adaptował piwnice kamienic wyburzonych w trakcie II wojny światowej. 
Budynek zaprojektowany przez Stena Samuelsona zbudowała szwedzka firma Skanska Cementgjuteriet AB z Malmö dla polskiego biura podróży „Orbis” na podstawie umowy podpisanej w grudniu 1971. Budowę rozpoczęto w styczniu 1972, już po oddaniu sąsiedniej Ściany Wschodniej i zakończono w styczniu 1974 (według innych źródeł już w grudniu 1973). Szwedzki wykonawca sprowadził materiały i własną siłę roboczą. Uznanie mieszkańców miasta wzbudzały szybkie tempo prac oraz porządek panujący na budowie.
Po ukończeniu budynek wyróżniał się monolityczną jasnobrązową, ew. żółtą bryłą z setkami małych okien. Niespotykana w Warszawie architektura stała się jednak przedmiotem krytyki w prasie.
Hotel rozpoczął działalność 25 stycznia 1974 i oferował m.in. 752 pokoje mieszczące 1386 gości i obsługiwane przez 800-osobową załogę, klimatyzację, restaurację „Soplica”, kawiarnię „Maryla”, koktajlbar, salon fryzjersko-kosmetyczny Polleny, sklep dewizowy PeKaO oraz salę bankietową na 1000 osób. Jego pierwsi goście przejechali do Warszawy na zaproszenie Centrali Handlu Zagranicznego „Węglokoks“. 
Hotel początkowo był nastawiony na obsługę cudziemców. Pobyt można było opłacić wyłącznie w dolarach. Gościła w nim m.in. ekipa prezydenta Jimmy'ego Cartera oraz grupa ABBA. Hotel podawał, że do 1978 roku miał 400 tysięcy gości. W sąsiedztwie hotelu, przy ul. Parkingowej, oddano do użytku wielopoziomowy parking.

### Nowa nazwa i przebudowa
Hotel po objęciu większościowych udziałów „Orbisu” przez grupę hotelową Accor stał się częścią sieci Novotel, w wyniku czego 1 lipca 2002 zmieniono jego pierwotną nazwę z hotelu „Forum” na obecną, „Novotel Warszawa Centrum”. 
W latach 2004–2005 przeszedł gruntowną modernizację. Zmieniono kolor elewacji z żółtej na szarą (metaliczne okładziny autorstwa francuskiego architekta Yves'a Lagache'a), prasa donosiła o wykonanym wówczas usunięciu azbestu. Zmodernizowano infrastrukturę, pokoje i korytarze. Przebudowane zostało przyziemie hotelu: powiększono podium zabudowując wystające na wysokości parteru belki żelbetowe, a główne wejście przeniesiono z zaplecza hotelu na jego front od strony ulicy Marszałkowskiej. Po przebudowie hotel uroczyście otwarto 7 grudnia 2005.
Hotel ma standard czterogwiazdkowy.

### Hotel siedzibą przedstawicielstw dyplomatycznych
- Ambasada Portugalii (1975)
- Ambasada Libii (1976-1977)
- Ambasada Gabonu (1977)
- Ambasada Malezji (1978)
- Ambasada Kostaryki (1979)

## Inne informacje
Przy ul. Zagórnej 1 w ciągu 9 miesięcy powstał obiekt wzniesiony według projektu Zygmunta Stępińskiego, który służył jako baza noclegowa dla pracowników budujących hotel Forum. Spełnił on wszelkie warunki ogólnodostępnego hotelu i postanowiono włączyć go w obsługę zorganizowanego ruchu przyjazdowego. W ten sposób powstał hotel Solec (296 miejsc noclegowych). Został zburzony w 2006, a na jego miejscu zbudowano hotel Ibis Budget Warszawa Centrum.